# Schisme goanais
Le schisme goanais (ou encore schisme indo-goanais) fait référence à un grave conflit de juridiction dans l’Église catholique en Inde, durant le XIXe siècle, qui entraina une séparation des diocèses et paroisses portugaises de celles qui relevaient de la 'Propaganda Fide'. Il prit fin en 1886 avec l’accord entre le Saint-Siège et le Portugal. 

## Histoire
Avec les colons portugais arrivent en Inde et Asie, au début du XVIe siècle, les missionnaires catholiques qui dépendent totalement des autorités portugaises pour toutes leurs activités et ressources. Le pape accorde alors aux rois du Portugal le droit de patronage (le ‘Padroado’). La promotion et les activités missionnaires sont entièrement confiées aux rois catholiques du Portugal. Le roi portugais acquiert ainsi le droit de créer des diocèses, nommer des évêques et de distribuer des offices religieux, tout en prenant en charge la construction d’églises et subvenant aux besoins du travail missionnaire. 
Avec la création (1622) de la 'Propaganda Fide', le dicastère romain cherchant à coordonner le travail d’évangélisation dans les régions nouvellement ‘découvertes’, et le déclin de la puissance coloniale portugaise, au fil des années le système du 'Padroado' est de moins satisfaisant pour l’Église catholique qui cherche à  s’en dégager, d’autant plus que l’expansion missionnaire est rapide. L’utilisant à des fins de contrôle politique, au contraire, le Portugal insiste pour garder tous ses droits ecclésiastiques liés au 'Padroado', même dans des régions, en Inde, qui ne sont pas sous contrôle portugais.
Des discussions avec le Portugal n’aboutissent à rien. Aussi, pour contourner la difficulté, le pape Grégoire XVI publie le 24 avril 1838 un bref apostolique ‘Multa praeclare’ créant en Inde quatre vicariats apostoliques, dans des régions hors du contrôle colonial et politique du Portugal, qui relèvent directement du Saint-Siège. De plus l’obligation pour les missionnaires envoyés en Inde d’embarquer nécessairement à Lisbonne est levée. La 'Propaganda Fide' veut développer le travail missionnaire dans les régions de l’Inde où le Padroado n’a pas de présence effective.   
Le gouvernement portugais et les autorités religieuses de Goa (Padroado) rejettent le bref apostolique comme ‘nul et sans validité’. Les relations diplomatiques sont rompues. Le schisme est ouvert. C’est dans la région de Bombay (passé sous le contrôle anglais en 1668) que les tensions sont les plus fortes, les deux juridictions ('Padroado' et 'Propaganda') y ayant leurs paroisses respectives et luttant d’influence. Pour des raisons de convenance politique le gouvernement colonial anglais soutient les Vicaires apostoliques de Bombay (Propaganda). Les conflits sont fréquents. L’archevêque de Goa, Antonio de Santa Rita Carvalho, jamais confirmé dans sa fonction par le Saint-Siège, lutte jusqu’à sa mort en 1839 pour le rejet du bref ‘Multa praeclare’. 
Tensions et conflits culminent autour des années 1850. Elles diminuent lorsque João Crisóstomo de Amorim Pessoa est nommé archevêque de Goa (1862). Une certaine coexistence pacifique s’établit entre les deux juridictions, malgré les innombrables problèmes pratiques au niveau des paroisses (mariages, écoles, etc). 
Le schisme prend officiellement fin en 1886, sous le pontificat de Léon XIII, lorsqu’un concordat est signé entre le Saint-Siège et le Portugal, dans le cadre du remembrement des circonscriptions ecclésiastiques en Inde britannique et l’organisation de la hiérarchie catholique en Inde. Le 'Padroado' n’a plus juridiction que dans les régions effectivement sous contrôle portugais, et quelques paroisses ailleurs où de large communautés goanaises sont présentes (Calcutta, Madras, etc.). En contrepartie, l’archevêque de Goa reçoit le titre largement honorifique de ‘Patriarche des Indes orientales’. 
En 1930 les paroisses sous juridiction du Padroado se trouvant hors des territoires portugais passent sous la juridiction des évêques locaux respectifs.